# Scott Puodziunas
Scott Puodziunas (* 9. November 1989 in Brisbane, New South Wales) ist ein australischer Tennisspieler.

## Karriere
Puodziunas ist im Doppel eher erfolgreich als im Einzel. In letzterem gelang ihm zweimal der Einzug unter die letzten vier Spieler bei einem Turnier der ITF Future Tour. In der Tennisweltrangliste erreichte er 2017 mit Platz 891 seine höchste Platzierung.
Im Doppel spielt er hauptsächlich auch Turniere der Future Tour und meist in seinem Heimatland. 2014 gewann er seinen ersten Future-Titel, 2016 folgten zwei weitere, sodass er Ende des Jahres in die Top 500 im Doppel einziehen konnte. In den folgenden Jahren gewann er weiterhin Futures – von 2017 bis 2019 gewann er 11 Turniere – brachte es aber nicht zu Erfolgen bei Challengers. 2019 spielt er das erste Mal regelmäßig bei Challengers und kam zu Erfolgen. In Shanghai zog er mit Marc Polmans ins Finale ein, genauso wie in Traralgon mit Brydan Klein. Anfang 2020 zog er dadurch erstmals in die Top 200 der Welt ein. Anfang 2021 bekam er von den Turnierverantwortlichen des ATP-Turniers in Melbourne eine Wildcard für das Doppel, wodurch er sein Debüt auf der ATP Tour gab. An der Seite von Calum Puttergill unterlag er der Paarung aus Hubert Hurkacz und Jannik Sinner in zwei Sätzen.